# 쿠바 올림픽 위원회

쿠바 올림픽 위원회(스페인어: Comité Olímpico Cubano)는 쿠바를 대표하는 국가 올림픽 위원회이다. IOC 코드는 CUB이다. 본부는 아바나에 있으며 범아메리카 스포츠 기구에 소속되어 있다. 2010년 현재 위원장은 호세 페르난데스 알바레스이다.
1926년에 설립되었으며 1954년에 국제 올림픽 위원회의 승인을 받았다. 올림픽, 팬아메리칸 게임, 중앙아메리카·카리브해 경기 대회를 비롯한 국제 스포츠 대회에 참가하는 쿠바의 선수들을 대표한다.

## 같이 보기
- 올림픽 쿠바 선수단